# 蒲圻街道
蒲圻街道，是中华人民共和国湖北省咸寧市赤壁市下辖的一个乡镇级行政单位。

## 行政区划
蒲圻街道下辖以下地区：
和尚岭社区、北街社区、西街社区、吉鱼桥社区、金鸡山社区、铁山社区、斋公岭社区、陆水社区、凤凰山社区、华舟社区、炭素社区、红旗桥社区、苦竹桥村、大田畈村、五洪山村、金潭村和望山村。